# Gábor Kis
Gábor Kis (Budimpešta, 27. rujna 1982.), mađarski vaterpolist, igrač Szolnoka. Visok je 194 cm i ima masu 108 kg. Kao igrač Szolnoka osvojio je naslov prvaka Europe 2016./17., što je najveći uspjeh tog kluba, koji je u završnici iznenađujuće razbio branitelja naslova dubrovački Jug 10:5.